# 馬夸
馬夸是剛果共和國的城鎮，由盆地省負責管轄，位於首府奧旺多以北約60英里的熱帶雨林南邊，鎮上有機場設施，2007年人口估計約11,781。
0°00′N 15°38′E / 0.000°N 15.633°E